# Черкасов Володимир Ілліч
Володи́мир Іллі́ч Черкасо́в (29 червня 1929, Харків — 13 серпня 2020, Львів) — український живописець. Член Національної спілки художників України (від 1970 року). Заслужений художник України (2008). Професор кафедри академічного живопису Львівської національної академії мистецтв.

## Життєпис
1940 року родина переїздить до Тернополя, де застала їх німецько-радянська війна. Закінчував школу у повоєнному Львові. Від 8-го класу відвідував як вільний слухач Львівського художньо-промислового училища.
Навчання розпочав у Львівському державному інституті прикладного і декоративного мистецтва, 1951 року відділ графіки закрито, переводиться до Харкова. 1954 року закінчив Харківський державний художній інститут, педагогами по фаху були Василь Мироненко та Валентин Сизиков.
У 1954—1959 роках — викладач кафедри рисунку ти живопису Львівського училища прикладного і декоративного мистецтва імені Івана Труша. 1959 року стає до роботи у Львівському Державному інституті прикладного і декоративного мистецтва як старший викладач кафедри рисунку, від 1971 року — доцент кафедри рисунку.
1978 року стажувався в Дрезденській академії мистецтв, де особисто познайомився з Ґоттфрідом Баммесом — автором книги «Пластична анатомія для художників».
1978—1983 роках — завідувач кафедри рисунку, 1983—1988 рр. — завідувач кафедри академічного живопису Львівського державного інституту прикладного і декоративного мистецтва.
2002 року обраний професором кафедри академічного живопису Львівської національної академії мистецтва. 2008 р. — присвоєно почесне звання «Заслужений художник України».

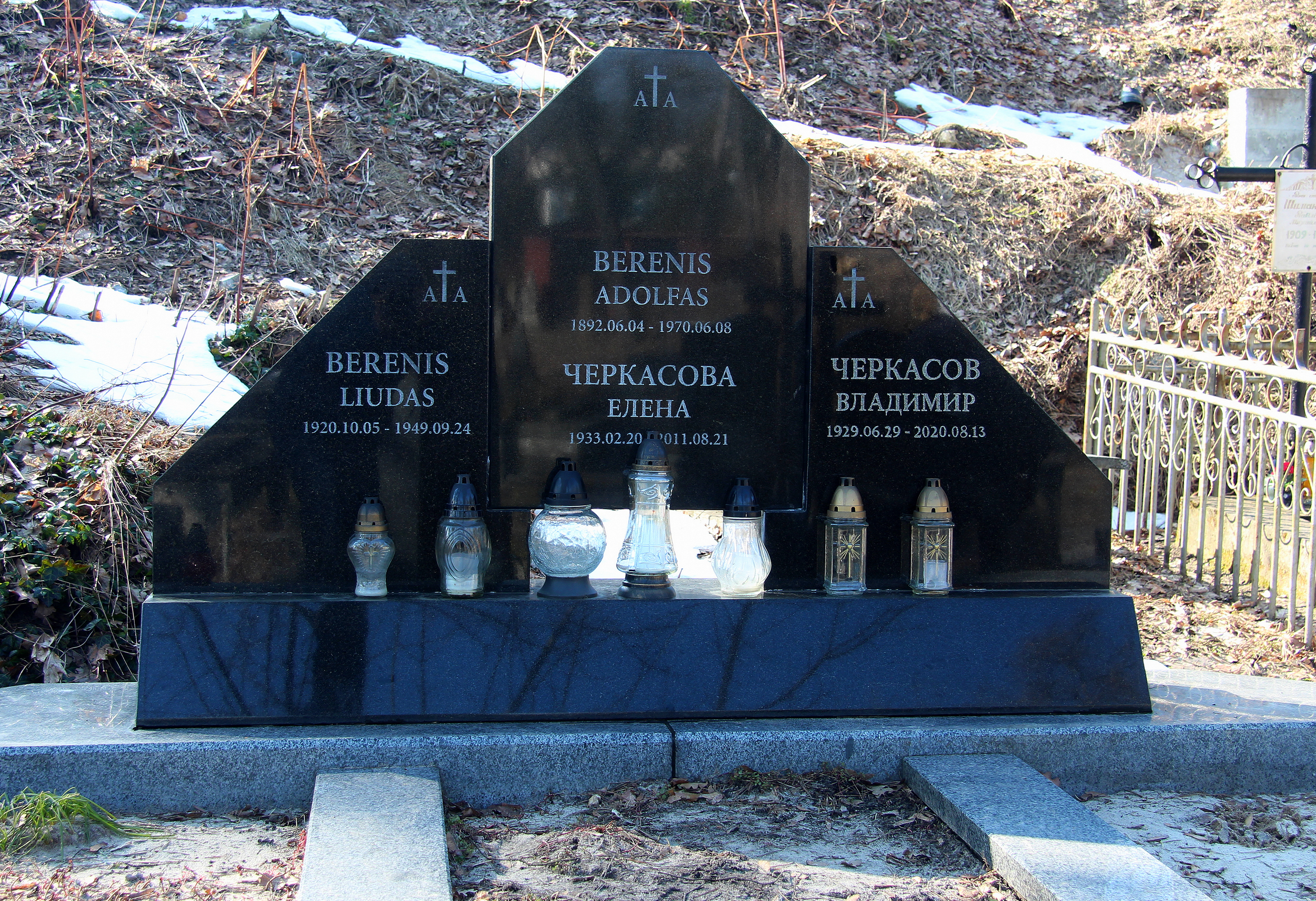

Володимир Черкасов відійшов у засвіти 13 серпня 2020 року на 92-му році життя у Львові. Похований на полі № 36 Личаківського цвинтаря.

## Творчий доробок
- 1975 — «Мирон Вендзилович, архітектор, лауреат Державної премії імені Т. Шевченка»;
- 1975 — «Наталка»;
- 1979 — «Лариса Хіміч — художник-реставратор»;
- 1993 — «Золота осінь»;
- «Львів'янка», «Червоні маки», «Каплиця трьох святителів», «Карпати — гора Кічурка», «Композитор Колеса», «Микола Григорович», «Ню», «Ольга Омельчук», «Портрет сина», «Судак. Фортеця», «Святковий натюрморт», «Вікторія Дубовик», «Золота осінь», «Микола Колесса — композитор, дирегент, лауреат Шевченківської премії».

## Музейні колекції та приватні збірки
Твори В. Черкасова знаходяться у збірках Національного музею у Львові, Львівської національної галереї мистецтв імені Бориса Возницького, Закарпатського обласного художнього музею імені Йосипа Бокшая, Харківського художнього музею, а також у приватних збірках Львова, Києва, Харкова, Ужгорода, Барселони, Мюнхена, Берліна, Тель-Авіву, Філадельфії, Риму.